# جوردي فرنانديز
جوردي فرنانديز (بالإسبانية: Jordi Fernández)‏ هو مدرب كرة سلة إسباني، ولد في سبتمبر 1982 في بادالونا في إسبانيا.

## روابط خارجية
- جوردي فرنانديز على موقع سبورتس رفرنس (الإنجليزية)